# Єфремкасинське сільське поселення
Єфремка́синське сільське поселення (рос. Ефремкасинское сельское поселение) — муніципальне утворення у складі Аліковського району Чувашії, Росія. Адміністративний центр — присілок Єфремкаси.

## Історія
Станом на 2002 рік існували Вотланська сільська рада (присілки Верхні Татмиші, Вотлани, Вурманкаси, Нижні Тамиші), Єфремкасинська сільська рада (село Юманлихи, присілки Еренари, Єфремкаси, Качалово, Коракші, Смородино) та Карачуринська сільська рада (село Асакаси, присілки Верхні Карачури, Верхні Куганари, Нижні Карачури, Нижні Куганари). Пізніше присілок Смородино був переданий до складу Аліковського сільського поселення, а присілок Еренари — до складу Тенеєвського сільського поселення.

## Населення
Населення — 1702 особи (2019, 2053 у 2010, 2523 у 2002).

## Склад
До складу поселення входять такі населені пункти:
| Населений пункт           | Населення, осіб (2002) | Населення, осіб (2010) |
| ------------------------- | ---------------------- | ---------------------- |
| Асакаси, село             | 158                    | 112                    |
| Верхні Карачури, присілок | 330                    | 262                    |
| Верхні Куганари, присілок | 180                    | 152                    |
| Верхні Татмиші, присілок  | 125                    | 100                    |
| Вотлани, присілок         | 239                    | 220                    |
| Вурманкаси, присілок      | 144                    | 124                    |
| Єфремкаси, присілок       | 295                    | 227                    |
| Качалово, присілок        | 227                    | 181                    |
| Коракші, присілок         | 285                    | 219                    |
| Нижні Карачури, присілок  | 55                     | 36                     |
| Нижні Куганари, присілок  | 112                    | 110                    |
| Нижні Татмиші, присілок   | 179                    | 151                    |
| Юманлихи, село            | 194                    | 159                    |